# Exogene Kraft
Als exogene Kräfte werden in der Geomorphologie Vorgänge bezeichnet, die auf die Erdoberfläche einwirken und zusammen mit den endogenen Kräften die Landschaftsformen gestalten. Exogene Kräfte sind beispielsweise Wind (Äolische Kraft), fließendes Wasser (Fluviale Kraft), Eis und Gletscher (Glaziale Kraft) und Meere (Marine Kraft).
Exogene Kräfte wirken von außen auf die Erde ein.
Gesteinsschichten werden in humiden Regionen durch chemische und in ariden Regionen durch physikalische Verwitterung abgetragen. Hierbei spielt häufig das Wasser eine wichtige Rolle.
Chemische Verwitterung:
- Lösungsverwitterung betrifft Salze
- Hydratation betrifft Mineralien und Kristalle
- Oxidation betrifft Metalle
- Chemisch-biogene Verwitterung betrifft Gestein

Physikalische Verwitterung:	
- Frostverwitterung
- Salzsprengung
- Temperaturverwitterung
- Kluftbildung durch Entlastung (besonders Gesteinsschichten und Felsen)

Organogene Verwitterung:
- durch Pflanzenwurzeln (und Pflanzensäuren)

Exogene Kräfte bewirken in allen Regionen der Erde die Abtragung von Gesteinsmaterial von höheren in tiefere Regionen.
Durch Wind und Wasser, welches meist bei der Gletscherschmelze oder starken Regenfällen entsteht, und anderen Naturkräften, wird das Material der Gravitation folgend in die tieferen Ebenen (Täler, Meer, …) gebracht.
In den tieferen Ebenen wird das Material abgelagert und so ein Höhenausgleich erreicht.
Diese nennt man auch skulpturformende Kräfte.